# Russula tricholomopsis
Russula tricholomopsis är en svampart som beskrevs av McNabb 1973. R. tricholomopsis ingår i släktet kremlor och familjen kremlor och riskor.  Inga underarter finns listade.